# Ситаєве
Ситаєве (радянська назва — до 18 лютого 2016 — Новомоско́вське) — село в Україні, в Гурівській сільській громаді Кропивницького району Кіровоградської області. Населення становить 17 осіб.

## Географія
Селом тече Балка Мала Водяна.

## Історія
Засновником поселення є виходець з козацько-старшинського роду Ситаїв — Петро Ситай (в московських документах — Ситаєв). Вперше зустрічається в документі 1774 року, як прапорщик Верблюжської роти Єлисаветградського Пікінерського полку (колишнього козацького Слобідського). Після захвату московітами запорозьких земель в 1774—1775 роках, Петро Ситай отримує дачу біля запорозької слободи Варварівки.
В документах кінця 18 ст. є наступні відомості: «Деревня Ситаевка, прапорщика Петра Васильева сына Ситаева 30 душ м.п. 30 душ ж.п., при овраге Судановомь с левой стороны, земля черноземь».
В дачах генерального межування згадується «Ситаевка, сельцо Ситаевой Терезии Мартиновны, корнетши, 1807 (рік проведення ген межування) — 1515 дес 2320 саж».
За 1864 рік є запис: «Александрийского уезда деревни Сытавой Колежский Регистраторъ Василий Павловъ Сытаевъ», а відповідно за 1867 рік: «деревни Сетаевки помещик Николай Павлов Ситаев».
В 30-х роках ХХ сторіччя підпорядковане Варварівській сільській раді.
Після реформ на селі 1998—2000 років село почало занепадати. На сьогодні, в Ситаєвому залишилось декілька будинків, де проживають мешканці.

## Населення
Згідно з переписом УРСР 1989 року чисельність наявного населення села становила 35 осіб, з яких 11 чоловіків та 24 жінки.
За переписом населення України 2001 року в селі мешкало 19 осіб.

### Мова
Розподіл населення за рідною мовою за даними перепису 2001 року:
| Мова       | Відсоток |
| ---------- | -------- |
| українська | 82,35 %  |
| російська  | 17,65 %  |